# 謝典林
謝典林（1979年8月16日—），原名謝典霖，2019年初改名。台灣彰化縣政治人物，無黨籍。現任彰化縣議會議長、中華民國籃球協會理事長，全國地方議會正副議長聯誼會副會長。
2009年，於彰化縣議長補選中順利當選，以30歲之齡成為當時全國最年輕的議長，並連任至今。2023年，時為國民黨員的他表態支持郭台銘投入2024年中華民國總統選舉，並在7月23日中國國民黨黨代表大會正式提名時任新北市市長侯友宜後，於7月31日凌晨宣佈退出中國國民黨。

## 家族
- 祖父：謝言信，曾任立法委員。
- 父親：謝新隆，三大有線電視與三大寬頻董事長。
- 母親：鄭汝芬，曾任立法委員。
- 姊姊：謝衣鳯，現任立法委員。
- 前妻：李燕，藝人[6][7]。

## 選舉紀錄
| 年度 | 選舉屆數               | 選舉區         | 所屬政黨   | 得票數 | 得票率 | 當選標記 | 備註 |
| ---- | ---------------------- | -------------- | ---------- | ------ | ------ | -------- | ---- |
| 2005 | 第十六屆彰化縣議員選舉 | 彰化縣第七選區 | 無黨籍     | 10,907 | 17.18% |          |      |
| 2009 | 第十七屆彰化縣議員選舉 | 彰化縣第七選區 | 中國國民黨 | 10,650 | 16.51% |          |      |
| 2014 | 第十八屆彰化縣議員選舉 | 彰化縣第七選區 | 中國國民黨 | 14,663 | 21.66% |          |      |
| 2018 | 第十九屆彰化縣議員選舉 | 彰化縣第七選區 | 中國國民黨 | 17,817 | 26.11% |          |      |
| 2022 | 第二十屆彰化縣議員選舉 | 彰化縣第七選區 | 中國國民黨 | 13,616 | 22.01% |          |      |

## 外部連結
- 謝典林 - 彰化縣議會全球資訊網-議長資訊（页面存档备份，存于）
- 謝典林 - 彰化縣議會全球資訊網-議員資訊 （页面存档备份，存于）
- 謝典林的Facebook專頁